# Urédie
Urédosore, Urédospore
Pour un article plus général, voir Rouille (maladie).

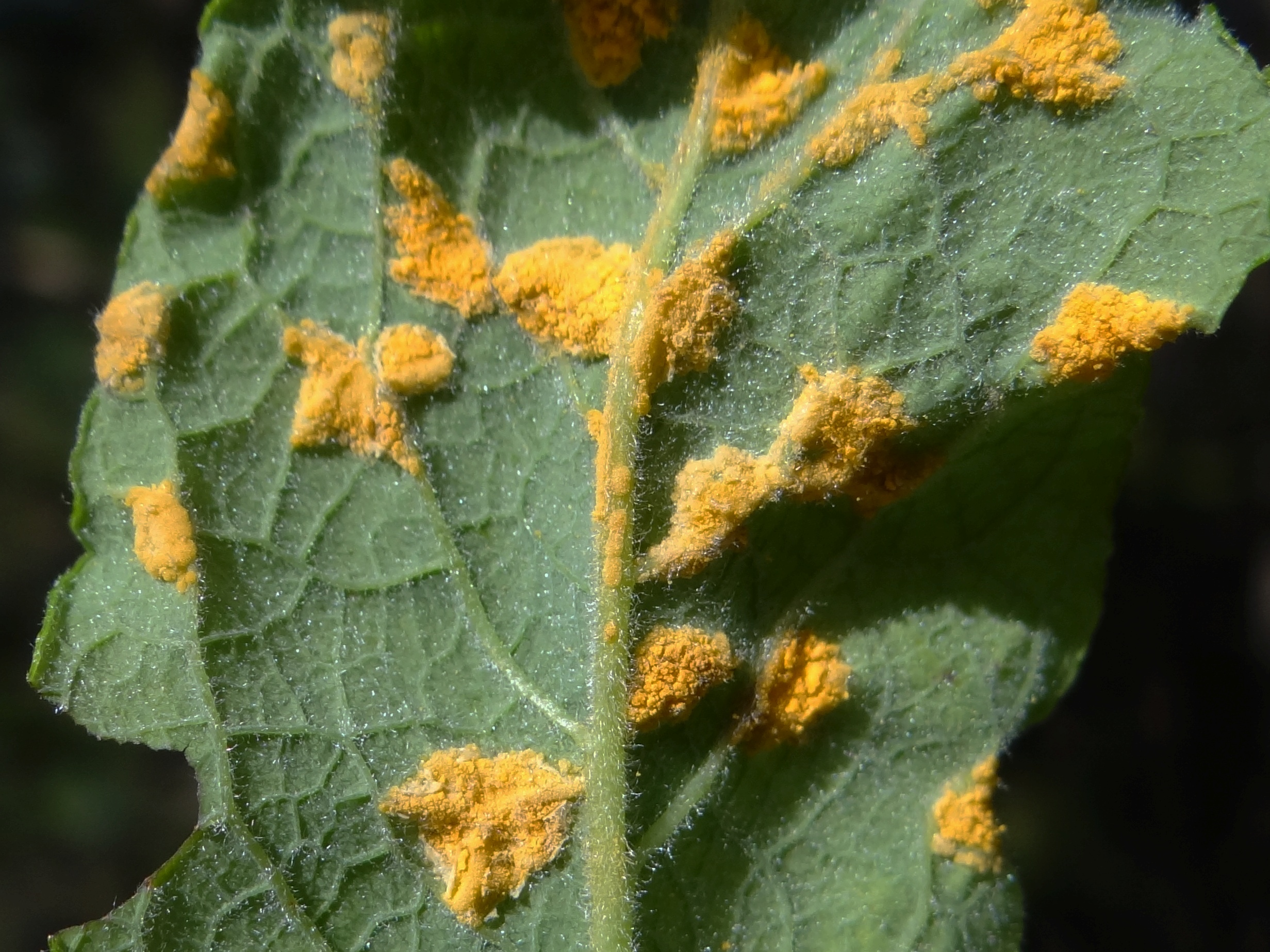
Urédies de Melampsora caprearum sur une feuille de Saule marsault.

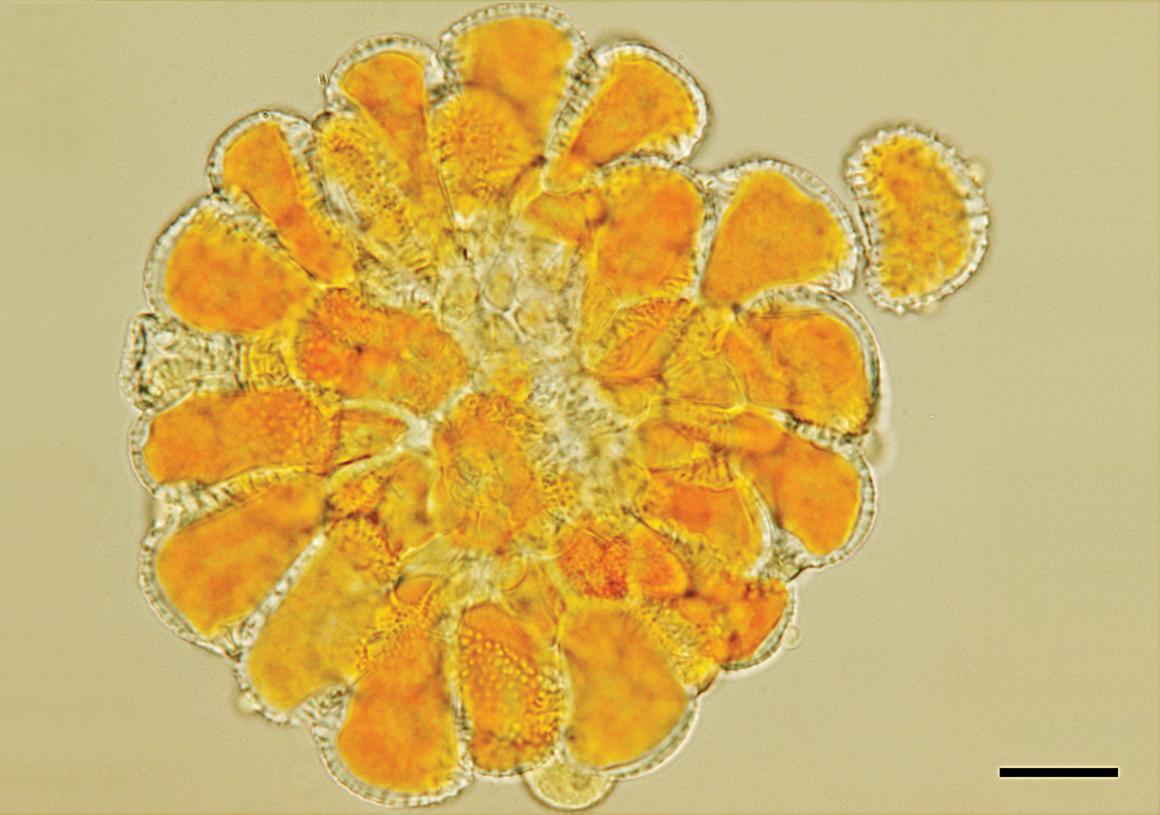
Urédie de Hemileia vastatrix.

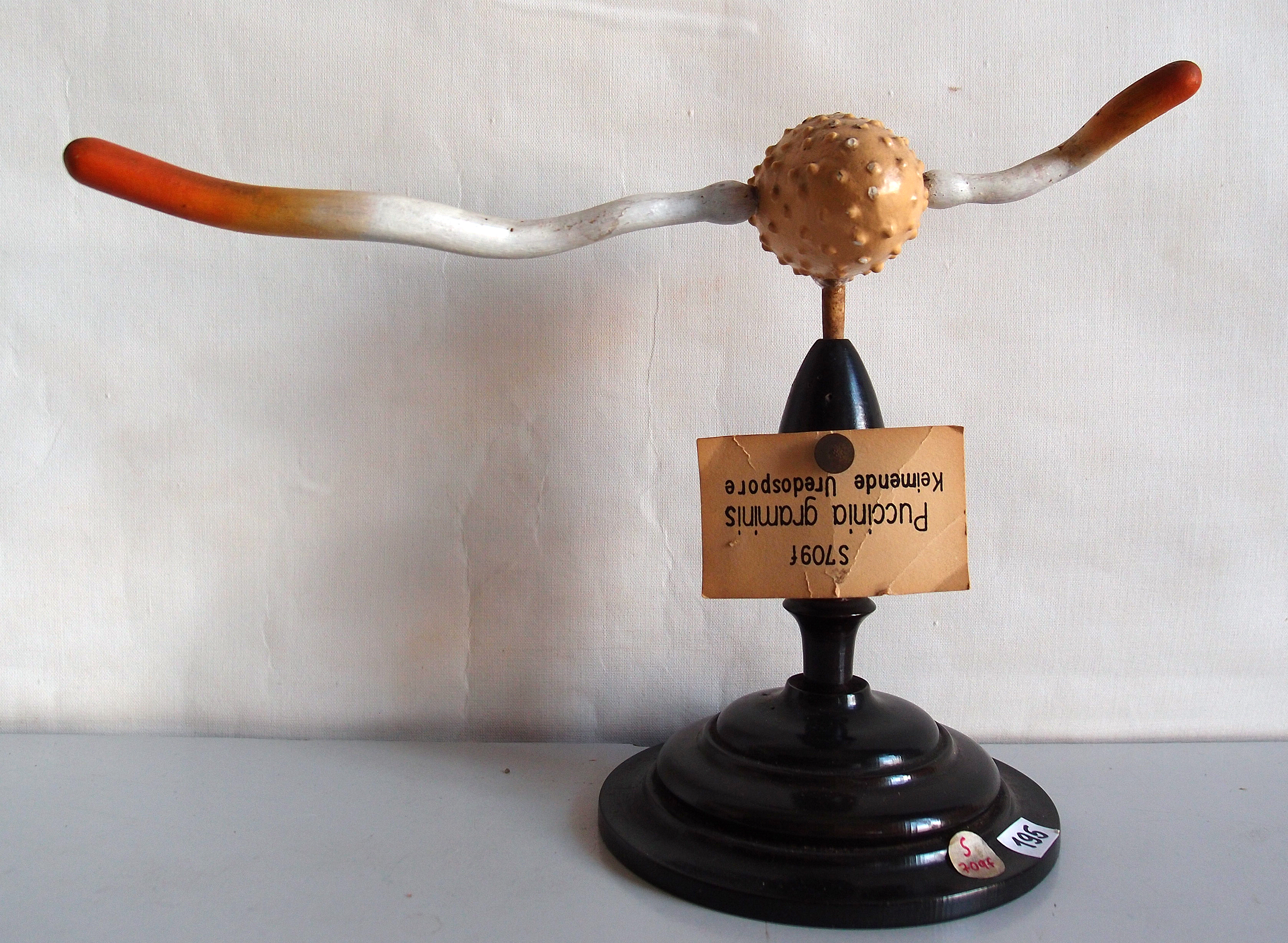
Modèle Brendel d'une urédospore de Puccinia graminis.

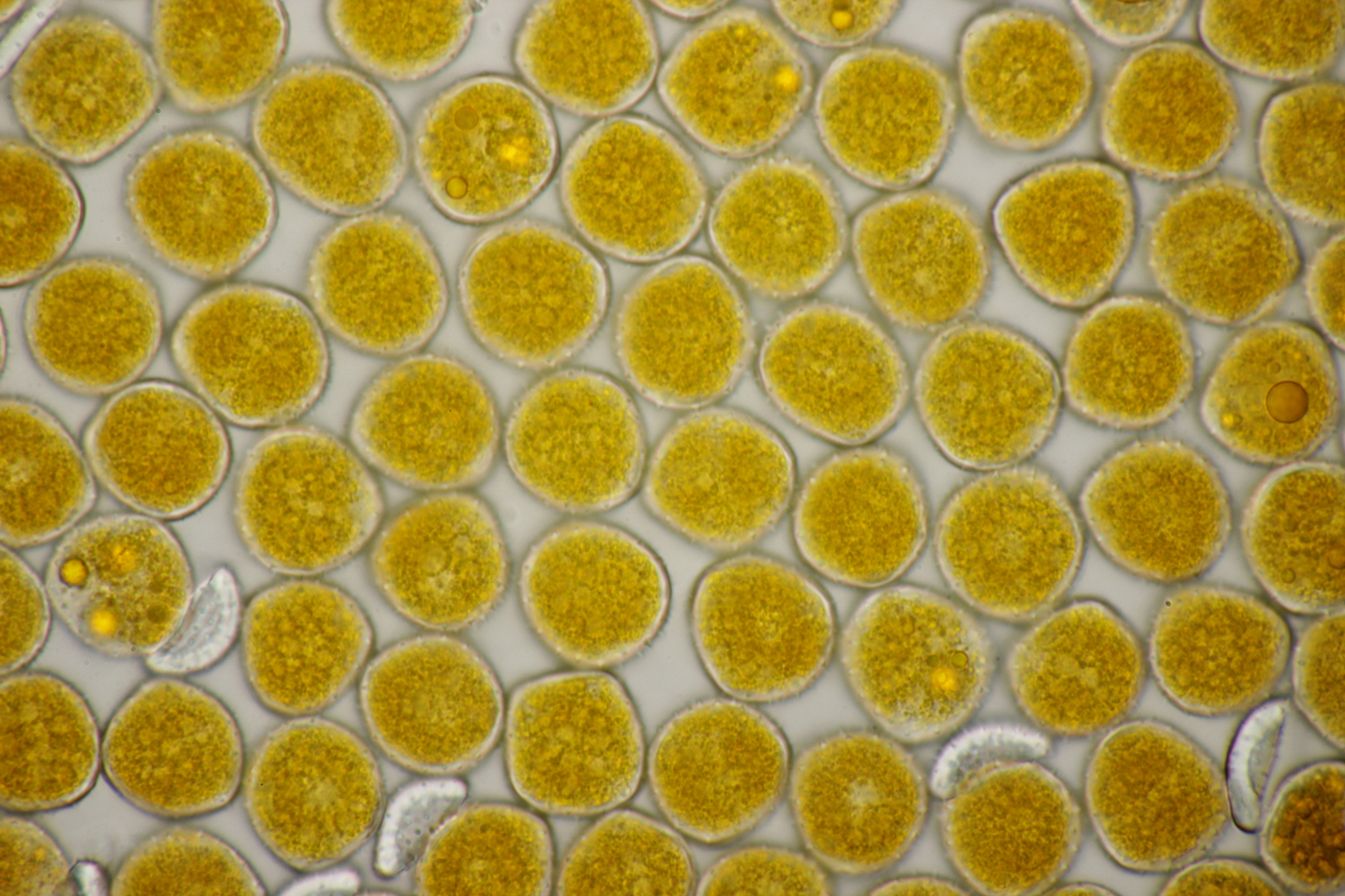
Uredospores de Triphragmium ulmariae parasitant une Reine des prés.

Une urédie, ou urédosore (du latin uredo, « charbon ») est une sore contenant des organes de reproduction des champignons phytopathogènes de l'ordre des Pucciniales agents de la rouille dans un des stades de leur cycle de vie complexe. Elle assure leur multiplication asexuée par la production d'urédospores (ou urédiospores), des spores fongiques. Le code de l'urédie dans les clés de détermination est « II » et celui des urédospores est « IIsp. »,.

## Typologie
Les urédies sont des structures estivales qui peuvent infecter en très peu de temps de grandes surfaces d'une population d'hôtes. Chez les genres regroupant le plus d'espèces tels Puccinia et Uromyces, les urédies se développent de part et d'autre des feuilles sur des taches foliaires plus ou moins voyantes et bombées, sous forme de pustules brun-cannelle ou brun-rouille, qui se couvrent précocement. Elles sont souvent également disposées en anneau. Mais elles peuvent aussi être jaunâtres à orange vif sous forme de coussinets comme chez Melampsora et Coleosporium ou sous forme de pustules comme chez Pucciniastrum. Les urédies blanches du genre Milesina, dont les hôtes sont des fougères, constituent une particularité. Certaines espèces comme Triphragmium ulmariae produisent des urédies primaires et secondaires qui diffèrent par leurs caractéristiques macroscopiques et microscopiques.
Les urédies produisent des urédiospores pédonculées, dicaryotiques et unicellulaires. Elles peuvent être épineuses à verruqueuses ou présenter des zones lisses. Leurs parois sont généralement colorées d'un brun clair à brun foncé tout en étant plus sombres que celles des écidiospores. Le nombre et la position des pores germinaux sont typiques de l'espèce. Les urédiespeuvent également contenir des paraphyses. 
Les urédiospores sont généralement produites en grand nombre et de manière continue au cours d'une même période de végétation. Elles permettent la dissémination et la multiplication du champignon. Elles germeront pour donner des télies. 
Chez de nombreuses espèces qui ne forment pas d'écidies, il existe des urédies primaires accompagnées de spermogonies et des urédies secondaires non accompagnés de spermogonies.